# 薩姆特 (喬治亞州)
薩姆特（英語：Sumter）是位於美國喬治亞州薩姆特縣的一個非建制地區。該地的面積和人口皆未知。

## 地理
薩姆特的座標為31°56′58″N 84°15′18″W / 31.94944°N 84.25500°W，而該地的平均海拔高度為110米（即361英尺）。